# 6 de outubro
6 de outubro é o 279.º dia do ano no calendário gregoriano (280.º em anos bissextos). Faltam 86 dias para acabar o ano.

## Eventos históricos

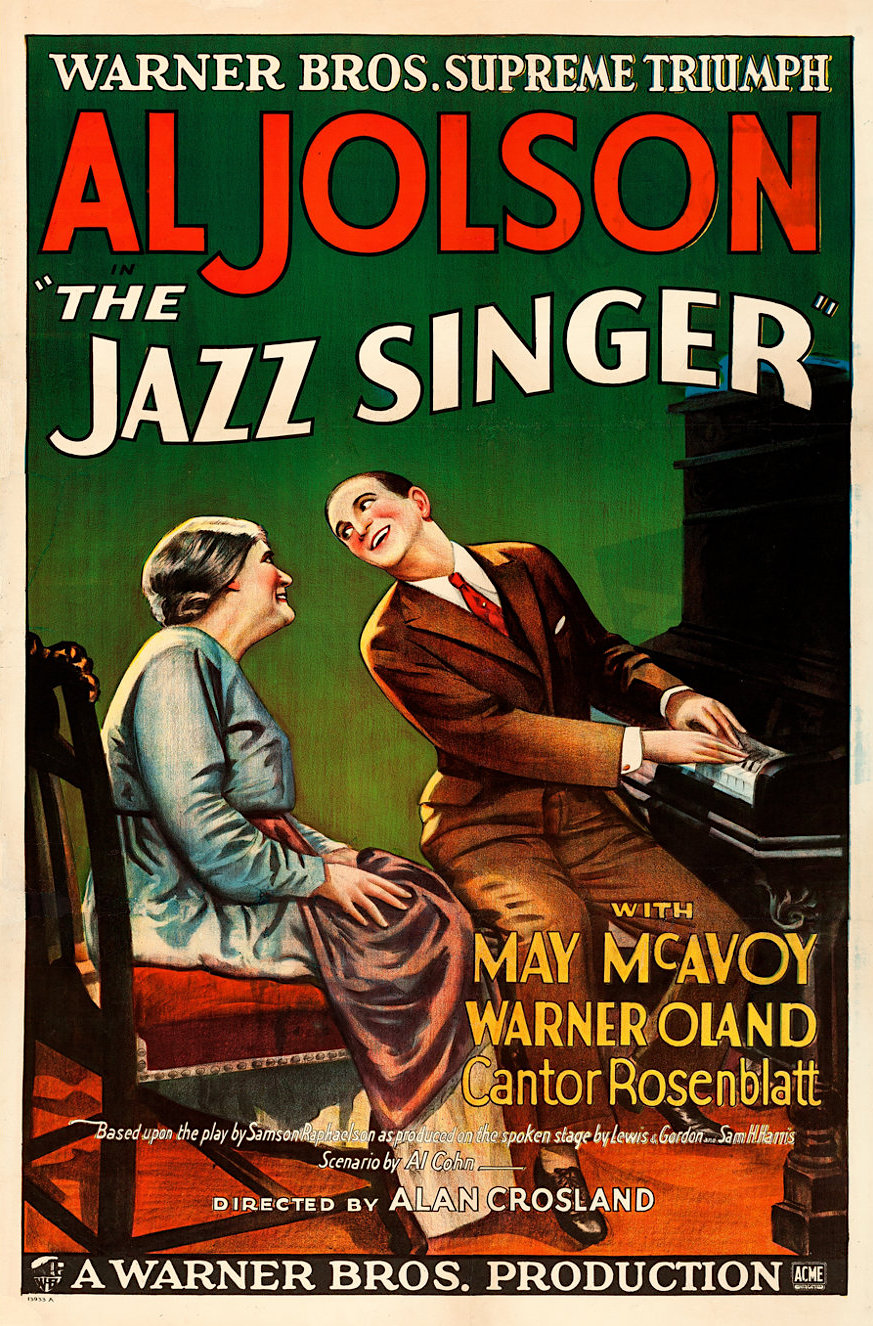
1927: O Cantor de Jazz

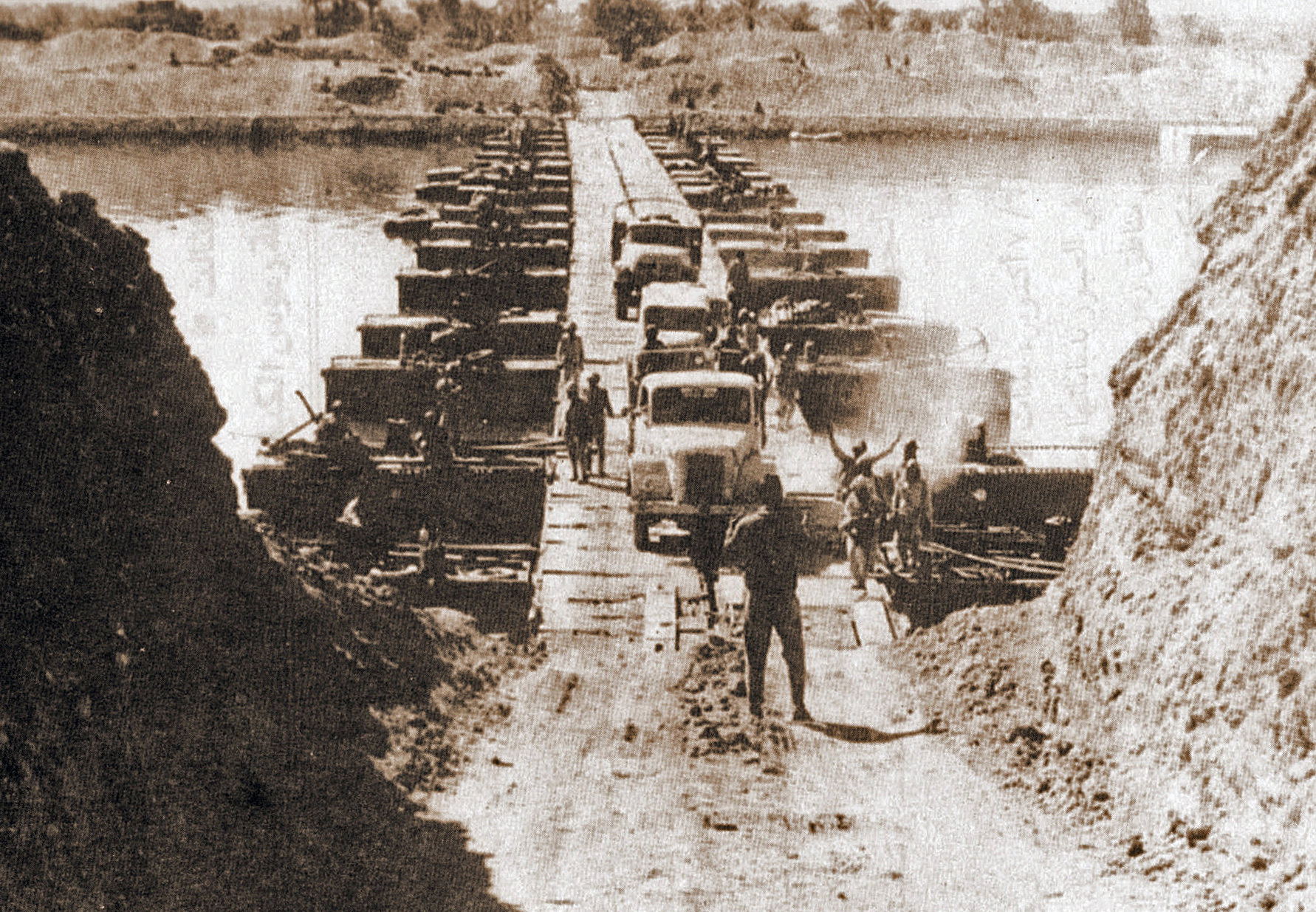
1973: Guerra do Yom Kippur

- 105 a.C. — Guerra Cimbria: a derrota na Batalha de Aráusio acelera as reformas marianas do exército romano.
- 69 a.C. — Terceira guerra mitridática: as forças da República Romana subjugam a Armênia.
- 0404 — Imperatriz romana-oriental (bizantina) Élia Eudóxia morre após o aborto da sétima e última gravidez.
- 1600 — Euridice, a primeira ópera sobrevivente, recebe sua estreia, iniciando o período barroco.
- 1762 — Guerra dos Sete Anos: Os britânicos capturam Manila da Espanha e a ocupam.
- 1789 — Revolução Francesa: o rei Luís XVI é forçado a mudar de residência de Versalhes para o Palácio das Tulherias.
- 1807 — Humphry Davy inicia primeiras experiências com a eletrólise com a obtenção do elemento químico potássio.
- 1810 — Um grande incêndio destrói um terço de todos os edifícios da cidade de Raahe, no Grão-Ducado da Finlândia.
- 1849 — Execução dos 13 Mártires de Arad após a guerra de independência húngara.
- 1908 — A crise bósnia irrompe quando a Áustria-Hungria anexa formalmente a Bósnia e Herzegovina.
- 1910 — Eleftherios Venizelos é eleito primeiro-ministro da Grécia pela primeira de sete vezes.
- 1915
  - Primeira Guerra Mundial: forças da Entente desembarcam em Salonica, para abrir a frente macedônia contra as Potências Centrais.
  - Primeira Guerra Mundial: Potências centrais combinadas austro-húngara e alemã, reforçadas pela recém-unida Bulgária, lançaram uma nova ofensiva contra a Sérvia sob o comando de August von Mackensen.
- 1920 — Guerra de Independência da Ucrânia: O acordo de Starobilsk é assinado por representantes da República Socialista Soviética Ucraniana e da Makhnovtchina.
- 1923 — Guerra de independência turca: o Movimento Nacional Turco entra em Constantinopla.
- 1927 — O Cantor de Jazz, primeiro filme falado da história, tem pré-estreia em Nova Iorque.
- 1939 — Segunda Guerra Mundial: a Batalha de Kock é o combate final da Campanha de Setembro na Polônia.
- 1942 — Segunda Guerra Mundial: tropas americanas forçam os japoneses a deixar suas posições a leste do rio Matanikau durante a Batalha de Guadalcanal.
- 1943 — Segunda Guerra Mundial: Treze civis são queimados vivos por um grupo paramilitar em Creta durante a ocupação nazista da Grécia.
- 1965 — O presidente Castelo Branco envia ao Congresso medidas para endurecer o regime ditatorial no Brasil.
- 1973 — Egito e Síria lançam ataques coordenados contra Israel, iniciando a Guerra do Yom Kippur.
- 1976
  - O voo Cubana de Aviación 455 é destruído por duas bombas, colocadas a bordo por um grupo militante antiCastro.
  - O primeiro-ministro Hua Guofeng prende a Gangue dos Quatro, encerrando a Revolução Cultural na China.
  - Dezenas de pessoas são mortas pelo exército tailandês no massacre na Universidade Thammasat.
- 1977 — O primeiro protótipo do Mikoyan MiG-29, designado 9-01, faz seu voo inaugural.
- 1979 — O Papa João Paulo II se torna o primeiro pontífice a visitar a Casa Branca.
- 1981
  - O presidente egípcio Anwar Sadat é assassinado por extremistas islâmicos.
  - O voo 431 da NLM CityHopper cai em Moerdijk após decolar do aeroporto de Roterdã-Haia, na Holanda, matando todas as 17 pessoas a bordo.[1]
- 1987 — Fiji se torna uma república.
- 1992 — Início das transmissões da rede de TV portuguesa SIC.
- 1995 — Descoberto o primeiro planeta orbitando outro sol, 51 Pegasi b.
- 2007 — Jason Lewis completa a primeira circum-navegação humana da Terra.
- 2010 — É criado o Instagram, um aplicativo tradicional de compartilhamento de fotos.
- 2019 — Arqueólogos anunciam a descoberta de En Esur, o maior assentamento conhecido da Idade do Bronze no Levante do Sul.[2]

## Nascimentos

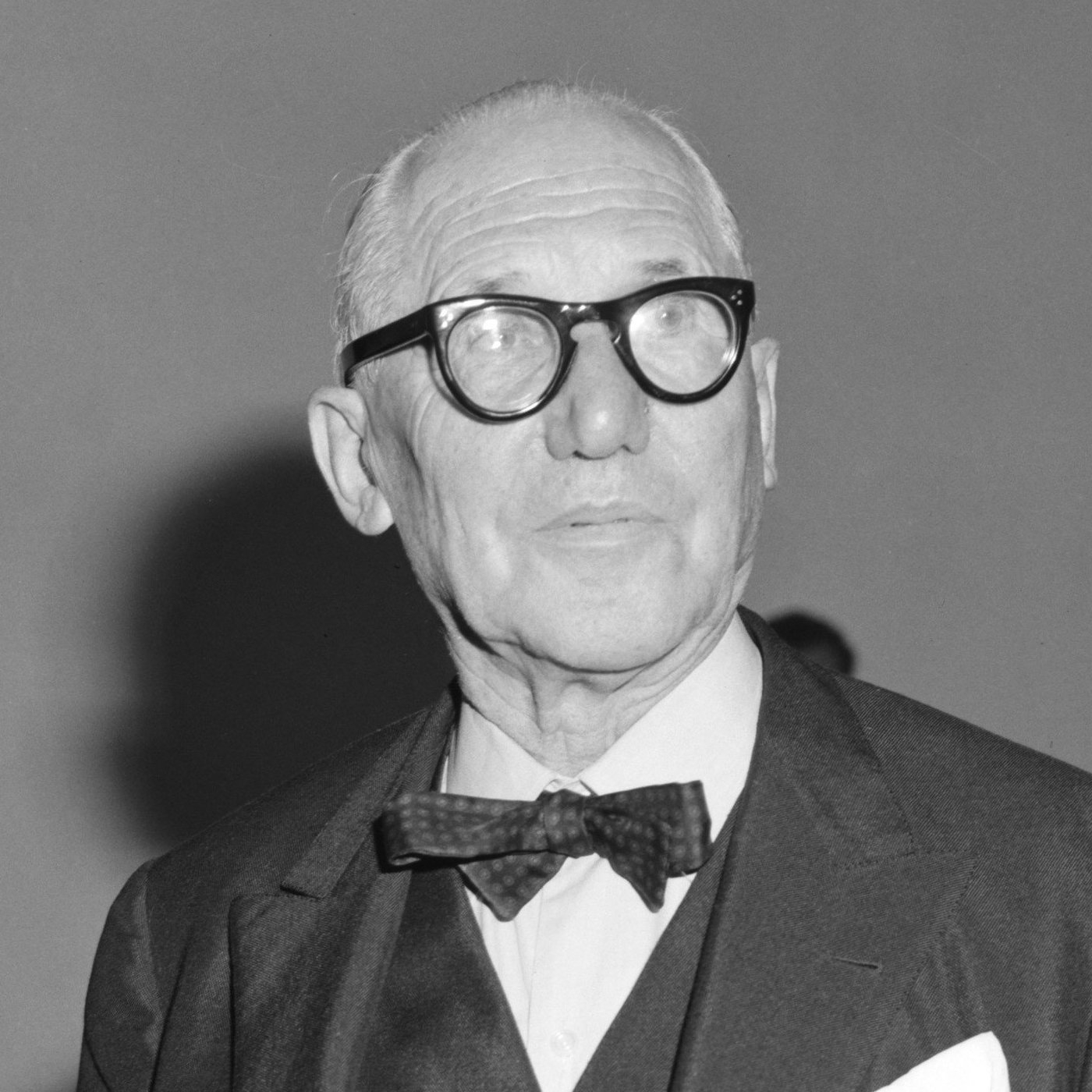
Le Corbusier

Altemar Dutra

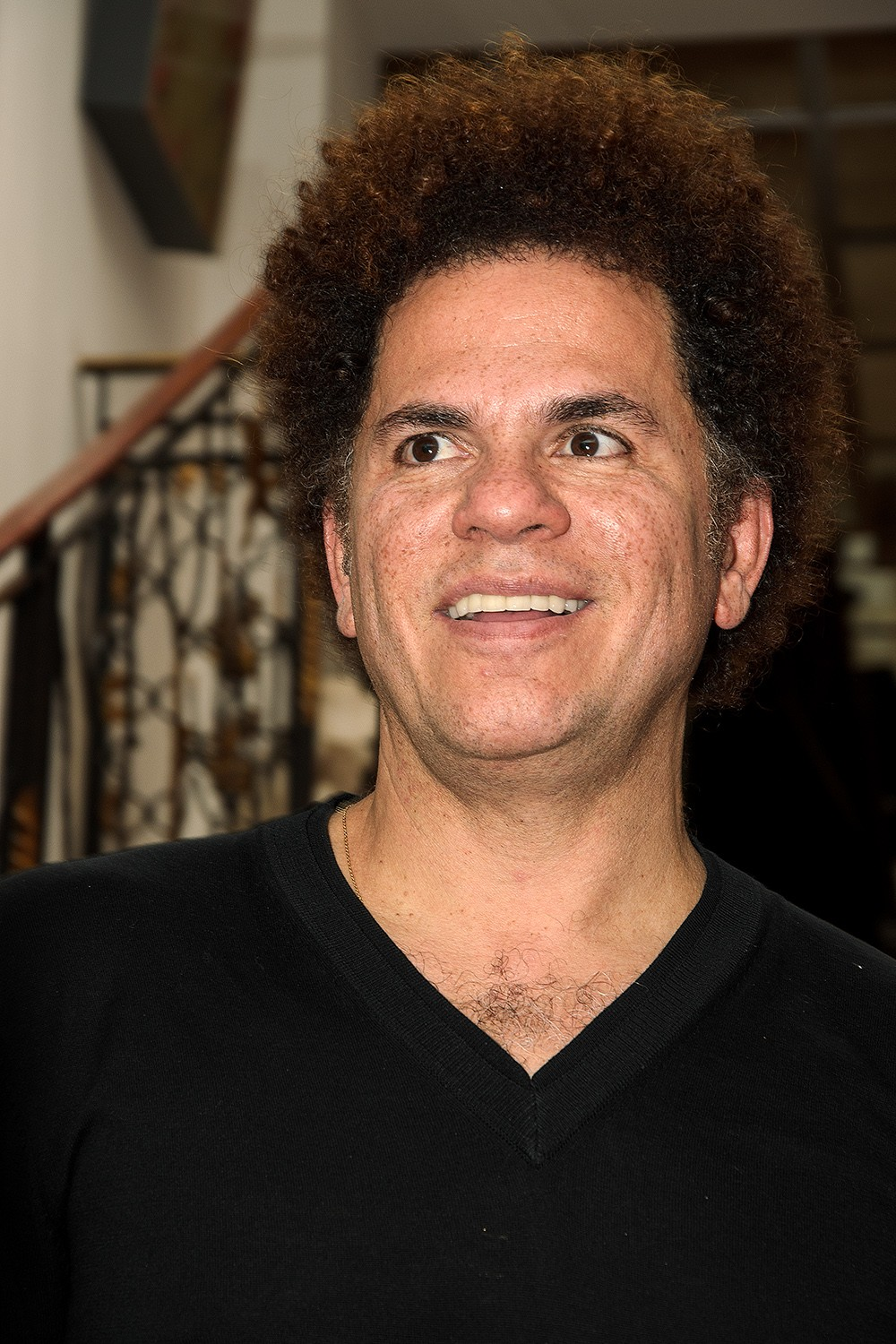
Romero Britto

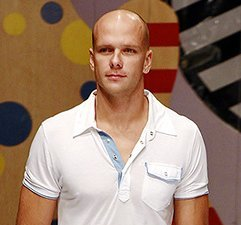
Fernando Scherer

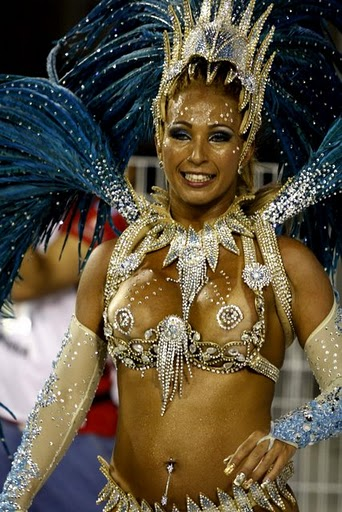
Valesca Popozuda

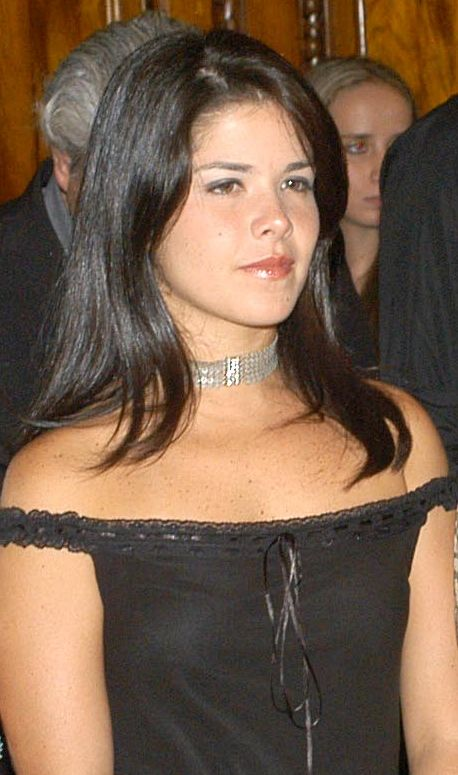
Samara Felippo

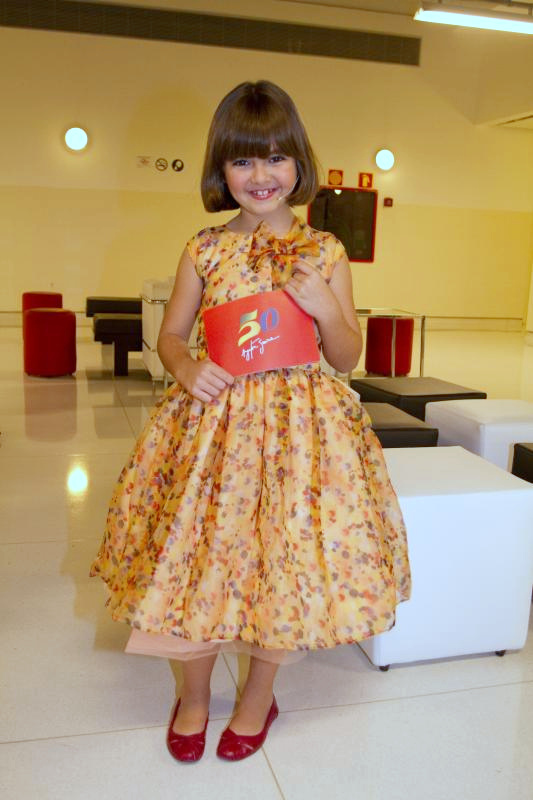
Klara Castanho

### Anterior ao século XIX
- 0649 — Yuknoom Yichʼaak Kʼahkʼ (m. por volta de 696).

- 1289 — Venceslau III da Boêmia (m. 1306).
- 1459 — Martin Behaim, cosmógrafo, astrônomo e explorador alemão (m. 1507).
- 1552 — Matteo Ricci, missionário jesuíta italiano (m. 1610).
- 1565 — Marie de Gournay, escritora francesa (m. 1645).
- 1591 — Settimia Caccini, cantora e compositora italiana (m. 1638).
- 1610 — Charles de Sainte-Maure, duque de Montausier, general francês (m. 1690).
- 1612 — Cláudia de Lorena (m. 1648).
- 1626 — Géraud de Cordemoy, historiador, filósofo e advogado francês (m. 1684).
- 1630 — Luís de Sousa, cardeal português (m. 1701).
- 1637 — George Gordon, 1.º Conde de Aberdeen (m. 1720).
- 1682 — Bruno Mauricio de Zabala, militar espanhol (m. 1736).
- 1706 — Carlota Amália da Dinamarca (m. 1782).
- 1726 — Maria Teresa Felicidade d'Este (m. 1754).
- 1731 — Emily FitzGerald, Duquesa de Leinster (m. 1814).
- 1732 — Nevil Maskelyne, astrônomo britânico (m. 1811).
- 1732 — John Broadwood, empresário escocês (m. 1812).
- 1738 — Maria Ana da Áustria (m. 1789).
- 1764 — Carlos Frederico Lecor, militar e político português (m. 1836).
- 1767 — Henri Christophe, rei e líder revolucionário haitiano (m. 1820).
- 1771 — Jeremiah Morrow, político estadunidense (m. 1852).
- 1773 — Luís Filipe I de França (m. 1850).
- 1773 — John MacCulloch, geólogo escocês (m. 1835).
- 1783 — Thomas Attwood, banqueiro, economista e político britânico (m. 1856).

### Século XIX
- 1801 — Hippolyte Carnot, político francês (m. 1888).

- 1803 — Heinrich Wilhelm Dove, meteorologista e físico prussiano (m. 1879).
- 1831 — Richard Dedekind, matemático e filósofo alemão (m. 1916).
- 1846 — George Westinghouse, engenheiro estadunidense (m. 1914).
- 1847 — Adolf von Hildebrand, escultor alemão (m. 1921).
- 1862 — Albert J. Beveridge, historiador e político estadunidense (m. 1927).
- 1866 — Reginald Fessenden, inventor canadense (m. 1932).
- 1872 — Carl Gustaf Ekman, político sueco (m. 1945).
- 1882 — Karol Szymanowski, pianista e compositor polonês (m. 1937).
- 1887 — Le Corbusier, arquiteto franco-suíço (m. 1965).
- 1888 — Roland Garros, tenista e pioneiro francês da aviação (m. 1918).
- 1892 — Jackie Saunders, atriz estadunidense (m. 1954).
- 1893 — Earle Hodgins, ator estadunidense (m. 1964).
- 1893 — Meghnad Saha, astrofísico, astrônomo e acadêmico indiano (m. 1956).
- 1895 — William Pettersson, saltador e velocista sueco (m. 1965).
- 1898 — Mitchell Leisen, cineasta estadunidense (m. 1972).

### Século XX

#### 1901–1950
- 1903 — Ernest Thomas Sinton Walton, físico irlandês (m. 1995).
- 1905 — Helen Wills Moody, tenista estadunidense (m. 1998).
- 1906 — Janet Gaynor, atriz e cantora estadunidense (m. 1984).
- 1908
  - Carole Lombard, atriz estadunidense (m. 1942).
  - Luis de Souza Ferreira, futebolista peruano (m. 2008).
- 1914 — Thor Heyerdahl, explorador norueguês (m. 2002).
- 1915 — Humberto Sousa Medeiros, clérigo e cardeal português (m. 1983).
- 1916
  - Ulysses Guimarães, político brasileiro (m. 1992).
  - Chiang Wei-kuo, militar e político chinês (m. 1997).
- 1917 — Fannie Lou Hamer, ativista norte-americana (m. 1977).
- 1918
  - André Pilette, automobilista belga (m. 1993).
  - Max de Terra, automobilista suíço (m. 1982).
- 1919 — Siad Barre, político somali (m. 1995).
- 1921 — Zé Keti, compositor brasileiro (m. 1999).
- 1927 — Birgit Brüel, cantora dinamarquesa (m. 1996).
- 1929 — Bruno Cremer, ator francês (m. 2010).
- 1930
  - Stanley Myers, violonista e compositor britânico (m. 1993).
  - Hafez al-Assad, político sírio (m. 2000).
- 1931
  - José Viana Baptista, político, engenheiro e gestor português (m. 2004)
  - Riccardo Giacconi, físico estadunidense (m. 2018).
  - Nikolai Chernykh, astrônomo russo (m. 2004).
- 1934 — Lia Wyler, tradutora brasileira (m. 2018).
- 1935
  - Aly Lotfy Mahmoud, político egípcio (m. 2018).
  - Ernesto Laclau, filósofo e teórico político argentino (m. 2014).
  - Marshall Rosenberg, psicólogo norte-americano (m. 2015).
- 1936 — Robert Langlands, matemático canadense.
- 1940
  - Altemar Dutra, cantor e compositor brasileiro (m. 1983).
  - John Warnock, cientista da computação norte-americano (m. 2023).
- 1941 — John Nicholson, automobilista neozelandês (m. 2017).
- 1942
  - Klaus-Dieter Seehaus, futebolista alemão (m. 1996).
  - Britt Ekland, atriz sueca.
- 1943
  - Ray Hadley, Jr., patinador artístico estadunidense (m. 1961).
  - Ottavio Bianchi, ex-futebolista e treinador de futebol italiano.
  - Udo Zimmermann, compositor, diretor musical e maestro alemão (m. 2021).
- 1944
  - José Carlos Pace, automobilista brasileiro (m. 1977).
  - Víctor Espárrago, ex-futebolista e treinador de futebol uruguaio.
- 1945
  - Emerich Dembrovschi, ex-futebolista romeno.
  - Antonio Cicero, poeta, escritor e filósofo brasileiro (m. 2024).
  - Luc Sanders, ex-futebolista belga.
- 1946 — Ken Spain, jogador de basquete norte-americano (m. 1990).
- 1947 — Paul Martinez, compositor e músico britânico (m. 2024).
- 1948
  - Ângelo Máximo, cantor brasileiro.
  - Gerry Adams, político irlandês.
- 1949
  - István Kocsis, futebolista húngaro (m. 1994).
  - Bobby Farrell, dançarino e cantor neerlandês (m. 2010).
- 1950 — Denise Frossard, política e juíza brasileira.

#### 1951–2000
- 1951 — Manfred Winkelhock, automobilista alemão (m. 1985).
- 1952 — Jerzy Engel, ex-futebolista e treinador de futebol polonês.
- 1955
  - Tony Dungy, ex-jogador de futebol americano estadunidense.
  - Wang Huning, cientista político chinês.
- 1956 — Rüdiger Helm, ex-canoísta alemão.
- 1957 — Bruce Grobbelaar, ex-futebolista e treinador de futebol zimbabuano.
- 1958 — Carrara, cantor, compositor, produtor musical, arranjador e DJ italiano.
- 1959 — Lai Ching-te, político taiwanês.
- 1960
  - Sergei Ponomarenko, ex-patinador artístico russo.
  - Yves Leterme, político belga.
- 1961
  - Katrin Dörre, ex-maratonista alemã.
  - Sonja Lumme, cantora finlandesa.
- 1962
  - Júlia Pinheiro, jornalista e apresentadora de televisão portuguesa.
  - Xico Sá, jornalista e escritor brasileiro.
- 1963
  - Elisabeth Shue, atriz estadunidense.
  - Vasile Tarlev, político moldávio.
  - Romero Britto, artista plástico brasileiro.
  - Thomas Bickel, ex-futebolista suíço.
  - Jsu Garcia, ator estadunidense.
- 1964 — Tom Jager, ex-nadador estadunidense.
- 1965
  - Jürgen Kohler, ex-futebolista e treinador de futebol alemão.
  - Varadaraju Sundramoorthy, ex-futebolista e treinador de futebol singapurense.
- 1966
  - Jacqueline Obradors, atriz estadunidense.
  - Dolores Heredia, atriz mexicana.
- 1967
  - Kennet Andersson, ex-futebolista sueco.
  - Alberto Youssef, empresário brasileiro.
  - Sergi López Segú, futebolista espanhol (m. 2006).
  - Bruno Bichir, ator mexicano.
- 1969
  - Ogün Temizkanoğlu, ex-futebolista turco.
  - Byron Black, ex-tenista zimbabuano.
  - Muhammad V de Kelantan.
- 1970
  - Amy Jo Johnson, atriz e cantora estadunidense.
  - Corinna May, cantora alemã.
- 1971
  - Jacob Laursen, ex-futebolista dinamarquês.
  - Lola Dueñas, atriz espanhola.
  - Emily Mortimer, atriz, diretora e produtora de cinema britânica.
- 1972
  - Tulipa, ex-futebolista e treinador de futebol português.
  - Mark Schwarzer, ex-futebolista australiano.
  - Andreas Jakobsson, ex-futebolista sueco.
- 1973
  - Sylvain Legwinski, ex-futebolista francês.
  - Andreea Ehritt-Vanc, ex-tenista romena.
  - Ioan Gruffudd, ator britânico.
  - Cyrille Diabaté, ex-lutador francês.
- 1974
  - Fernando Scherer, ex-nadador brasileiro.
  - Walter Centeno, ex-futebolista costarriquenho.
  - Nuno Afonso, ex-futebolista português.
  - Val Marchiori, socialite, apresentadora e empresária brasileira.
  - Jeremy Sisto, ator estadunidense.
- 1975
  - Martin Jørgensen, ex-futebolista dinamarquês.
  - Pato Machete, rapper mexicano.
- 1976 — Brett Gelman, ator estadunidense.
- 1977
  - Vladimir Manchev, ex-futebolista búlgaro.
  - Joshua Clottey, pugilista ganês.
  - Wes Ramsey, ator norte-americano.
- 1978
  - Valesca Popozuda, cantora, dançarina e empresária brasileira.
  - Samara Felippo, atriz brasileira.
  - Carl Hoefkens, ex-futebolista e treinador de futebol belga.
  - Liu Yang, astronauta chinesa.
  - Astrida Vicente, jogadora de basquete angolana.
  - Pamela David, modelo e atriz argentina.
  - Ricky Hatton, ex-pugilista britânico.
- 1979
  - Mohamed Kallon, ex-futebolista serra-leonês.
  - Josephine Touray, ex-handebolista dinamarquesa.
  - David Di Tommaso, futebolista francês (m. 2005).
- 1980
  - Rodrigo Lacerda Ramos, ex-futebolista brasileiro.
  - Peter Mgangira, ex-futebolista malauiano.
- 1981
  - Zurab Khizanishvili, ex-futebolista georgiano.
  - José Luis Perlaza, ex-futebolista equatoriano.
  - Claudia Álvarez, atriz mexicana.
  - Mikael Dorsin, ex-futebolista sueco.
- 1982
  - Hideki Mutoh, automobilista japonês.
  - Michael Frater, atleta jamaicano.
  - Fábio Júnior, ex-futebolista brasileiro.
  - Alexander Lund Hansen, ex-futebolista norueguês.
  - Daniel Niculae, ex-futebolista romeno.
- 1983
  - Renata Voráčová, tenista tcheca.
  - Asier Riesgo, ex-futebolista espanhol.
- 1984
  - Magdalena Frackowiak, modelo polonesa.
  - Fabiane Niclotti, modelo brasileira (m. 2016).
  - Alexander Geynrikh, ex-futebolista uzbeque.
  - Afa Anoa'i, Jr., lutador profissional norte-americano.
- 1985 — Raúl Fernández Valverde, futebolista peruano.
- 1986
  - Vera Dushevina, ex-tenista russa.
  - Chakhir Belghazouani, futebolista francês.
  - Adam Kokoszka, ex-futebolista polonês.
  - Luisa D'Oliveira, atriz canadense
  - Luciano Civelli, ex-futebolista argentino.
  - Bruno Schmidt, jogador de vôlei de praia brasileiro.
  - Olivia Thirlby, atriz norte-americana.
- 1988
  - Kayky Brito, ator brasileiro.
  - Stephen Darby, ex-futebolista britânico.
  - Maki Horikita, atriz japonesa.
  - Jennifer Maia, lutadora brasileira de artes marciais mistas.
  - Viktor Vasin, futebolista russo.
- 1989
  - Pizzi, futebolista português.
  - Albert Ebossé Bodjongo, futebolista camaronês (m. 2014).
  - Kim Bo-Kyung, futebolista sul-coreano.
- 1990
  - Scarlett Byrne, atriz britânica.
  - Jazz Jennings, escritora, ativista e YouTuber norte-americana
- 1991
  - Roshon Fegan, ator, rapper e dançarino estadunidense.
  - Mathieu Grébille, handebolista francês.
- 1992
  - Marios Oikonomou, ex-futebolista grego.
  - Yair Rodríguez, lutador mexicano de artes marciais mistas.
- 1993
  - Ricardo Pereira, futebolista português.
  - MC Carol, cantora brasileira.
  - Michel Pereira, lutador brasileiro de artes marciais mistas.
  - Louis Vervaeke, ciclista belga.
- 1994 — Lee Jooheon, rapper sul-coreano.
- 1996
  - Kevin Diks, futebolista neerlandês.
  - Ivan Stretovich, ginasta russo.
  - Regan Gough, ciclista neozelandês.
- 1997
  - Theo Hernández, futebolista francês.
  - Kasper Dolberg, futebolista dinamarquês.
- 1998 — Silas Katompa Mvumpa, futebolista congolês.
- 1999
  - Francisco Evanilson de Lima Barbosa, futebolista brasileiro.
  - Niko Kari, automobilista finlandês.
- 2000
  - Klara Castanho, atriz brasileira.
  - Addison Rae, atriz e cantora norte-americana.
  - Jazz Jennings, escritora, ativista e YouTuber estadunidense.

### Século XXI
- 2002
  - Rio Mangini, ator, compositor e músico norte-americano.
  - Cleopatra Stratan, cantora moldávia.
- 2004 — Bronny James, jogador de basquete norte-americano.

## Mortes

### Anterior ao século XIX
- 0023 — Wang Mang, imperador chinês (n. 45 a.C.).
- 0404 — Élia Eudóxia, imperatriz romana do Oriente (n. ?).
- 0836 — Nicetas, o Patrício, general bizantino (n. 761).
- 0869 — Ermentrude de Orleães, rainha dos Francos Ocidentais (n. 830).
- 0877 — Carlos II de França (n. 823).
- 0997 — Minamoto no Mitsunaka, samurai japonês (n. 912).
- 1014 — Samuel da Bulgária, imperador da Bulgária (n. ?).
- 1019 — Frederico do Luxemburgo, conde de Mosela, de Salm e Luxemburgo (n. 965).
- 1101 — Bruno de Colônia, monge e santo alemão (n. 1030).
- 1349 — Joana II, Rainha de Navarra (n. 1312).
- 1413 — Davi I, Imperador da Etiópia (n. 1382).
- 1536 — William Tyndale, padre e acadêmico inglês (n. 1484).
- 1616 — Henry Airay, escritor inglês (n. 1560).
- 1644 — Isabel de Bourbon, Rainha da Espanha (n. 1602).

### Século XIX
- 1814 — Emily FitzGerald, Duquesa de Leinster (n. 1731).
- 1855 — August Leopold Crelle, matemático alemão (n. 1780).

### Século XX
- 1912 — Auguste Marie Francois Beernaert, político belga (n. 1829).
- 1916 — Jennie Fowler Willing, educadora, escritora e sufragista norte-americana (n. 1834).
- 1940 — Adolfo Lutz, cientista brasileiro (n. 1855).
- 1951 — Otto Fritz Meyerhof, bioquímico alemão (n. 1884).
- 1973 — François Cévert, automobilista francês (n. 1944).
- 1974 — Helmuth Koinigg, automobilista austríaco (n. 1948).
- 1981 — Anwar Sadat, político egípcio (n. 1918).
- 1989 — Bette Davis, atriz norte-americana (n. 1908).
- 1992 — Denholm Elliott, ator britânico (n. 1922).
- 1999 — Amália Rodrigues, fadista portuguesa (n. 1920).

### Século XXI
- 2002 — Claus, Príncipe Consorte dos Países Baixos (n. 1926).
- 2004 — Veríssimo Correia Seabra, militar guineense (n. 1947).
- 2007 — Aloysio de Alencar Pinto, compositor, pianista e musicólogo brasileiro (n. 1911).
- 2011 — Diane Cilento, atriz norte-americana (n. 1933).
- 2012
  - Antonio Cisneros, poeta peruano (n. 1942).
  - Chadli Bendjedid, político argelino (n. 1929).
- 2018
  - Scott Wilson, ator estadunidense (n. 1942).
  - Montserrat Caballé, cantora lírica espanhola (n. 1933).
- 2019 — Ginger Baker, músico britânico (n. 1939)
- 2020
  - Eddie Van Halen, guitarrista neerlandês (n. 1955)
  - Johnny Nash, cantor norte-americano (n. 1940).
- 2023 — Moreira Alves, jurista brasileiro (n. 1933).

## Feriados e eventos cíclicos

### Brasil
- Dia do Circulista
- Dia do Tecnólogo Educacional
- Aniversário do Município de Coronel Freitas - Santa Catarina
- Aniversário do Município de Cáceres no Mato Grosso, a princesinha do Paraguai. (1778)
- Aniversário de Boa Esperança do Norte, Mato Grosso.

### Cristianismo
- Bruno de Colônia
- Maria Francisca das Cinco Chagas

## Outros calendários
- No calendário romano era o dia da véspera das nonas de outubro.
- No calendário litúrgico tem a letra dominical F para o dia da semana.
- No calendário gregoriano a epacta do dia é xvii.